# ۳۹۶ (پیش از میلاد)
۳۹۶ (پیش از میلاد) ۳۹۶مین سال قبل از تقویم میلادی است.